# Pagai del Sur
Pagai del Sur (indonesio: Pagai Selatan) es una de las islas Mentawai, a 130 kilómetros de la costa occidental de Sumatra en Indonesia. Está al sur de la isla Pagai del  Norte (o Pagai Utara). Es de unos 55 km de largo y 20 km de ancho, El punto más alto en el medio de unas colinas, en su mayoría cubiertas de bosques vírgenes de la isla es a 302 metros de altura y es conocido como Muntai Gunung. En la isla se han producido varios terremotos de consideración como los de 1797 y 1833. El terremoto de septiembre de 2007 de Sumatra se produjo cerca de aquí, causando una elevación costera, la ampliación de las islas cercanas y creando hasta 6 nuevas.
Pagai del Norte y sur en conjunto tenían una población de 20.974 habitantes en el año 2000.